# 楊步偉
楊步偉（1889年11月25日—1981年），又名蘭仙、傳弟、韻卿、趙楊步偉。醫生、菜譜作者。

## 名字
因為祖母在她出生前一天晚上夢見蘭花，所以取名蘭仙；過繼給二叔後起名傳弟；上學堂是祖父替她登記時起名韻卿；同學李貫中本叫李韻嫻，林貫虹為她起名貫中，她又給楊起名步偉，不久林因病去世，為了紀念她改名。

## 生平
1889年11月25日，生於江苏南京花牌樓，行九。祖父是楊仁山居士，生父是長子，由於二叔家沒有孩子，因此楊步偉一出生就由祖母做主過繼給了二叔，並和揚州的程家定下了婚約。1890年，二叔自法回國後，決定跟隨劉芝田到廣東做總賬房，於是被帶到廣州生活，住在扶台衙門。1892年，劉芝田突然去世後便回了南京。楊步偉小時候常常生病，得過天花還得過眼病，所以開蒙讀書晚了一年，七歲時才開始唸書。她自小穿男裝，也沒有纏足，家中都叫她小三少爺。1900年七月節時患了傷寒，大病過後父親常常教她些外文還有外國出名的婦女的故事，希望她有學問將來可以做個教員，也默許了悔婚的事。1901年夏，祖父教家中小輩讀書，唸《古文觀止》等書。9月，大哥成親，於是和家人一起到武昌。因為父親在湖北大冶鐵礦當協辦，所以就到隨父親到大冶去住了。
1904年2月，兩江總督周馥籌辦女學，便回南京到旅寧學堂讀書，功課很好，還另學了鋼琴。一年多後家中和學校都有了變故，便想要換學校，到上海美以美會辦的中西女學讀書。1908年，學生爭取放了國喪三天假，婚約的事也在父親的支持下作罷。1911年，代校長逼楊步偉入教，她不願意再待，便一個人坐火車回了南京。正巧同學林貫虹寫信邀請楊步偉到日本學醫，並且替她申請加入了同盟會。10月10日，武昌革命軍起，南京在抓捕革命軍，於是全家在給祖父辦完喪事後便到上海法租界避難，沒幾日革命軍控制南京就回到南京延齡巷的家。回家後和林貫虹家鄰居，但林家有人患了猩紅熱，林貫虹也患病去世，這對楊步偉觸動很大。不久安徽督軍柏文蔚派他的秘書黃起雄來找楊步偉，希望她可以做一年由女子北伐隊改的實業學校的校長，作為交換柏答應為楊步偉辦留學事宜。隔了一個月，柏文蔚的第四軍出了兵變，楊步偉還幫忙鎮壓，再兩個月柏文蔚邀請她到安徽省去玩，順便辦理留學的事，應祖父的希望去英國學醫。
1913年，二次革命失敗，官費沒有了，但柏文蔚還是給了楊步偉學費並和她一起東渡日本，在長崎和柏家、林家一起小住。出走匆忙，經濟困難，楊步偉將學費返還，僅拿來些許盤纏便到東京去了。10月，補習日語、德語備考醫科，次年4月考上東京女子醫學專門學校。9月14日，申請到了安徽省的官費。10月，李贯中來日，和楊步偉合住。前期課程讀完時曾回過一次國，這也是她最後一次見到父親。1915年，靠嚴智鍾的幫忙到東京帝大的三井附屬醫院實習，這年二十一條簽訂，大批留學生回國，班上只留了楊步偉、李貫中、馮啟亞、朱徵四個。畢業後到北里講習所學習三個月，學習細菌學和傳染病學。
1919年5月，正在心臟病講習所學習的楊步偉接到父親的信，希望她能在八、九月的時候回國行醫。這時父親正在海寧縣做官，他特地告假到北京為楊步偉買房子，預備開醫院。可是父親到北京只兩天就病倒了，不久去世。在家人的催促下，和李贯中借道朝鮮回國。到北京後，請時任內務部衛生司長的嚴智鍾幫忙審批開醫院的手續。9月27日，在北京绒线胡同和李贯中合開森仁醫院，開張後的病人大多是政府人員和家眷。1920年3月，三哥從天津回來，說黎元洪想要見她，這時醫院也謀取擴建並且想要辦一個護士學校，於是就到天津希望黎元洪可以幫忙。
1920年9月18日，馮啟亞和馮織文請楊步偉等人吃飯，趙元任是他的表弟也被邀請過來，這是他們初次見面。1921年6月1日，與趙元任結婚，由兩人的好友朱徵和胡適證婚。8月20日，在處理完手邊的工作後，二人踏上了蜜月的旅程，劍橋居住。1924年，張彭春來信說清華決定聘請趙元任回國任教，趙元任答應聘請，但還到歐洲遊歷一年。1925年，在清華大學開小橋食社，深受師生喜愛，燕京大學學生也常前往小橋食社用餐。

## 著作
楊步偉有兩部著名的書：《中國食譜》和《一個女人的自傳》。后來，她又發表了一本很著名的傳記，叫《雜記趙家》（趙元任把英文本名字譯成“Family of CHAOS ”，chaos在英語還可解作混亂來紀念他們和羅素的友誼），講述她和趙元任結婚后的家庭生活。 
在《中國食譜》中，她收集了230多個中餐菜譜，其中一些是她和丈夫在中國各地旅游時蒐集的。趙元任作為著名的漢語語言學家，其主要的一項研究內容是對中國各地方言的收集和整理。在中國各地，他們常與向他們提供方言信息的當地人待在一起。此時，楊步偉就注意觀察這些人是如何做當地飯菜，并就一些操作細節詳細提問。在這本書中她寫到，儘管当时沒有把他們說的寫下來。但后來她會根據當時品嘗的印象，自己再行重做。在這本書的“作者手記”中，她用幽默和坦率的筆調列舉了她的家庭生活，并特別以稱贊的口吻提到了她親密的伴侶，語言學家趙元任。
在寫這部菜譜時，楊步偉和趙元任夫婦居住在馬薩諸塞州的劍橋。在那里她的丈夫趙元任先生與哈佛燕京学社有著密切的聯繫。因而，她也寫到了一些其他著名學者的妻子對她生活的影響。這些人的丈夫和她丈夫之間有著密切的社會接觸。
在她的第二本書《一個女人的自傳》中，她詳細地講到了遇到丈夫趙元任之前，她自己的生活經歷，和結婚后他們結伴旅行的故事。以上兩本書都最先由紐約的John Day Company出版發行。
她的第三本書叫《教你一些在中國餐廳點菜，吃飯的高招》（1974）。

## 軼事
丈夫趙元任懼內，楊步偉說過：「夫婦倆爭辯起來，要是兩人理由不相上下的時候，那總是我贏！」趙元任從來不跟自身爭高低，幽默的答道：「與其說怕，不如說愛；愛有多深，怕有多深。」
楊步偉在花甲之年寫了部英文自傳，自傳裡面談到平時在家裡誰說了算？她說:「我在小家庭裡有權，可是大事情還是讓我丈夫決定。」但補充一句：「不過大事情很少就是了。」跟隨他倆生活多年的侄兒說：「有時他倆多少也有一點爭論，因為姑母嗓子大，性情也急些，姑父也就順從不爭了」。
據信英文中「stir-fry」（做名詞為：炒菜；做動詞為：旺火烹炒）是她在中國食譜（1945）首創的。

## 腳注
1. ↑  杨步伟（1987年），第18页
2. ↑  杨步伟（1987年），第20页
3. ↑  杨步伟（1987年），第62页
4. ↑  杨步伟（1987年），第104页
5. 1 2  杨步伟（1987年），第15-17页
6. ↑  杨步伟（1987年），第80页
7. ↑  杨步伟（1987年），第109-110页
8. ↑  Chao 1945，第viii–ix頁 “With the help of her daughter and her husband, who is an artist with the written word, she has created a new terminology, a new vocabulary, without which the art of Chinese cooking cannot be adequately introduced to the Western world. Some of the new terms like … ‘Stir-frying,’ … I venture to predict, will come to stay as the Chaos' contributions to the English language.” (from the Foreword by Hu Shih)

## 外部連結
- On How to Cook and Eat in Chinese （页面存档备份，存于）
- Yang Buwei: Early-20th Century Feminist Pioneer （页面存档备份，存于）